# 主乃我光

牛津大學校徽，其中可見該校訓

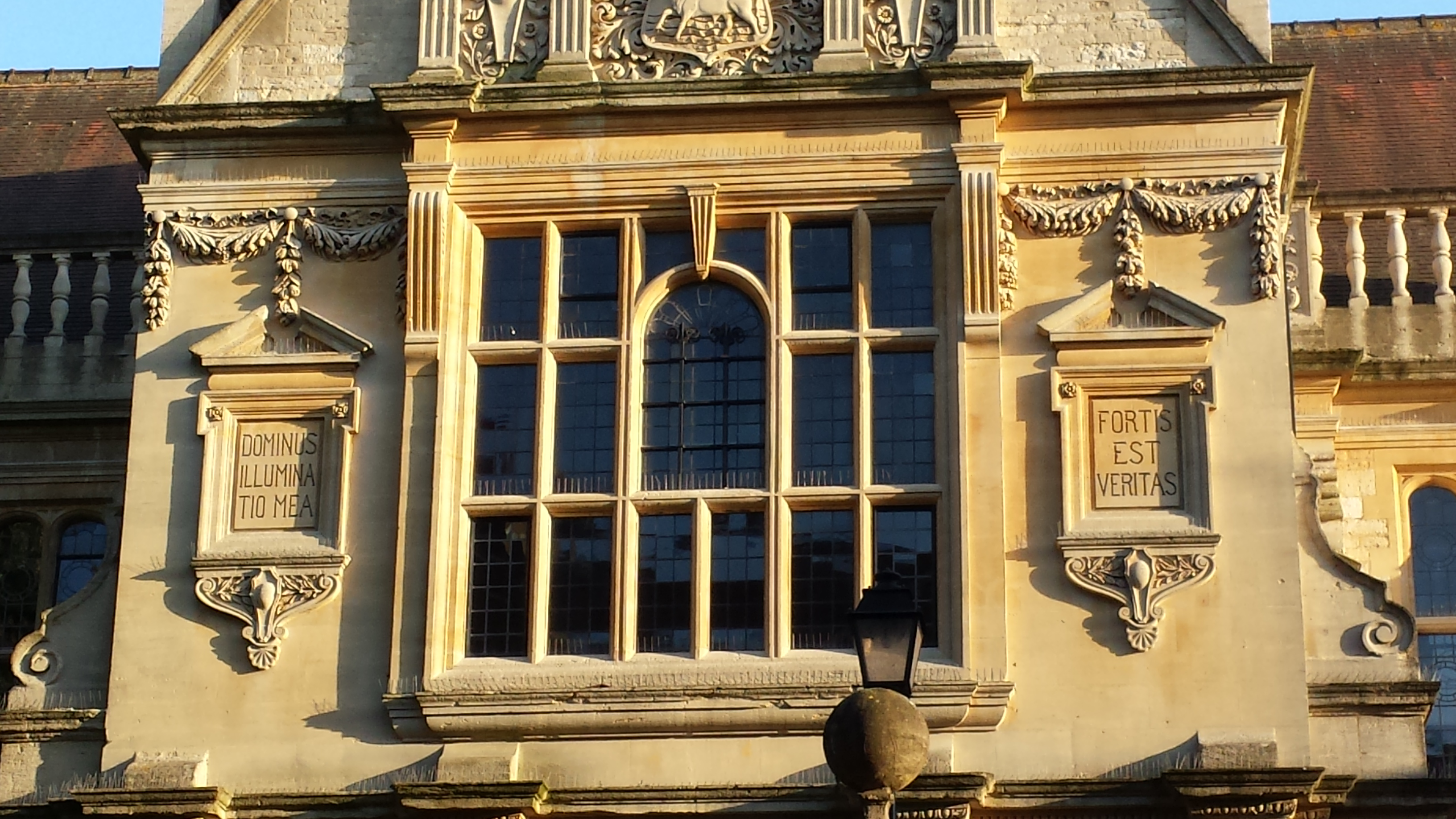
牛津大學歷史系，其建築上也可見該校訓

主乃吾光（拉丁語：Dominus illuminatio mea）是引用《詩篇》第27篇参第一節的經文，且被用作牛津大學的校訓。它在十六世紀下半葉就已被牛津大學使用，現在也出現在該校的校徽中。
奧地利神學家和哲學家伊凡·伊里奇神父在2000年撰寫的一篇文章解釋了這一古老的大學校訓：
要解釋眼與光，必須理解事物與天主的關係，即“誰是光明”。這個世紀（即十三世紀）充滿了世界在天主手中的觀念。人們認為這世界取決於祂。這意味著萬物在任何時刻都源於祂的持續創造行為。由於事物不斷地依賴於這種創造行為而散發出來。它們的本質便被天主所發的光照亮。” 